# 西南彝志
《西南彝志》是一部重要的彝文古籍，为彝文文献资料的汇编。全书内容包括彝族先民的宇宙观、人类起源观，古代彝民部族的社会生活，彝族的政治、经济、文化源流，彝族各部的世系和相互关系，彝族与其他民族的交往，共计彝文37万余字，堪称古代西南彝族历史的百科全书。
《西南彝志》是该书的汉语译名，彝语原名念作“哎哺啥额”。“哎”（ɣei˧˧）、“哺”（bu˧˧）在彝语中指影和形，阴和阳；“啥”（sa˨˧）、“额”（ŋe˧˩）指清气和浊气。“哎哺啥额”就是对“气”（阴阳）思想的统称。
据传，《西南彝志》的编纂者是古代水西热卧土目家的一位摩史（彝族传统社会中集史官、礼官、外交官等多种身份于一身的角色），姓名已不可考。他生前搜集、整理了许多古代流传下来的彝文资料，于七十五岁高龄时，终于编纂完成了《西南彝志》。从书中记载的事实推论，具体成书年代可能在清康熙三年（1664年）吴三桂平水西之后，雍正七年（1729年）改土归流之前。
《西南彝志》彝文原本，目前仅存一部，共三大卷，为贵州省大方县三元彝族苗族白族乡陈朝光家祖传，后在毕节专署民族事务委员会的劝说下，于1956年捐献。原书现存北京民族文化宫，为一级文物。汉语译本于20世纪80年代后陆续出版。